# Oldenlandia microtheca
Oldenlandia microtheca är en måreväxtart som först beskrevs av Adelbert von Chamisso och Diederich Franz Leonhard von Schlechtendal, och fick sitt nu gällande namn av Dc.. Oldenlandia microtheca ingår i släktet Oldenlandia och familjen måreväxter. Inga underarter finns listade i Catalogue of Life.